# Zwettl an der Rodl
Zwettl an der Rodl é um município da Áustria localizado no distrito de Urfahr-Umgebung, no estado de Alta Áustria.